# 아비디우스 카시우스
가이우스 아비디우스 카시우스 (Gaius Avidius Cassius, 서기 130년경 – 175년 7월)는 시리아 출신의 로마 제국 장군이자 제위 찬탈자이다. 그는 키로스에서 태어났으며, 아이깁투스의 프라이펙투스 (총독)을 수행했던 아버지 가이우스 아비디우스 헬리오도루스 그리고 아우구스투스 및 헤로데 대왕 등을 포함해 다수 왕족들과 친척 관계였던 율리아 카시아 알렉산드라의 아들이었다. 그는 안토니누스 피우스 시기에 군 경력을 시작했으며, '레가투스 레기오니스 자리에 올랐다. 그는 루키우스 베루스의 파르티아 전쟁 기간에 참전했는데, 이 시기에 그는 대단한 활약을 보이며 이를 통해 원로원에 진출했고, 이후에는 황제 직속 레가투스가 됐다. 전원(田園) 전쟁 기간, 그는 이례적인 렉토르 오리엔티스라는 칭호를 수여받았고, 또한 로마 제국의 모든 동방 속주들에 대한 '임페리움'도 부여받았다.
175년에, 카시우스는 스스로 황제라 선포하였는데, 그가 마르쿠스 아우렐리우스의 아내인 소 파우스티나한테서 마르쿠스 아우렐리우스 황제가 사망해다는 소식을 들었기 때문이었다. 그는 아이깁투스, 시리아, 시리아 팔라이스티나, 아라비아 페트라이아 등 동방 속주 등에서 광범위한 지지를 받았으며, 특히나 그의 고향인 시리아에서 그러했다. 그가 로마 제국에 필수적인 아이깁투스의 곡물 생산 및 일곱 개 군단에 대한 통제권을 두고 있었음에도, 그는 아우렐리우스보다 크게 열세에 있었다. 아우렐리우스가 카시우스를 진압하기 위해 군대를 모으고 있는 동안, 카시우스의 군단 소속 한 백부장이 카시우스를 살해하고, 그 증거물로 그의 머리를 아우렐리우스에게 보냈다.

## 어린 시절
아비디우스 카시우스는 103년경 시리아 속주 키로스에서 태어났다. 그는 가이우스 아비디우스 헬리오도루스와 율리아 카시아 알렉산드라의 아들이었다. 그의 아버지 헬리오도루스는 기사 계급으로, 하드리아누스의 '아브 에피스툴리스'를 수행했다. 헬리오도루스는 이후에 서기 137년부터 142년까지 로마령 이집트의 총독인 프라이펙투스 아우구스탈리스를 맡았다. 카시우스 디오에 의하면, 그는 연설 기술만으로 기사 계급이 오를 수 있는 가장 높은 직위 중 하나인 이 직위를 받았다고 한다. 그의 어머니 율리아 카시아는 초대 로마 황제 아우구스투스의 고손녀인 유니아 레피다의 증손녀였다. 그녀는 또한 아버지인 가이우스 율리우스 알렉산데르 베레니키아누스를 통해 헤로데 대왕의 후손이기도 했다. 카시우스는 또한 반세기 전에 폐위당한 로마의 종속국 왕인 콤마게네의 안티오코스 4세 에피파네스의 먼 후손이기도 하다.

## 초기 경력
카시우스가 안토니누스 피우스 제위 기간에 경력을 시작했을 거로 여겨진다. 그는 154년에 재무관 직에 올랐을 거로 추정된다. 그는 피우스 재위 (138년–161년) 말년에 사르마티아인들에 대항하기 위해 모이시아 인페리오르에 배치된 군단들 중에 하나의 '레가투스 레기오니스'가 됐다고 생각되며, 그가 최소한, 피우스의 통치 마지막 해인 161년쯤에는 '레가투스'였던 것은 확실하다.
카시우스는 공동 황제 루키우스 베루스와 마르쿠스 아우렐리우스 재위에 발발한 루키우스 베루스의 파르티아 전쟁 기간인 164년경에 급속히 명성을 얻었는데, 갈리카 제3군단의 군단장으로 수행했다. 165년에, 그는 갈리카 제3군단을 이끌고 유프라테스강을 타고 내려가, 두라 에우로포스에서 파르티아군을 격퇴시켰다. 165년이 끝나기 전에, 카시우스와 그의 군단은 남쪽으로 진격해, 티그리스강의 가장 좁은 지점에서 메소포타미아로 넘어간 뒤, 강 우안에 있는 셀레우키아 그리고 좌안에 있고 파르티아의 수도이기도 했던 크테시폰 등 쌍둥이 도시들을 공격하여 약탈하였다. 크테시폰을 점령한 뒤, 그는 볼로가세스 4세의 궁전을 불태웠다. 셀레우키아는 로마군 측에 항복 의사를 보냈음에도, 그는 셀레우키아 역시도 불태워버렸는데, 셀레우키아인들이 협의 사항을 깨트렸다고 주장하며 이 행위를 정당화하였다.
카시우스의 군단은 이때쯤 보급품을 절실히 필요로 하였다. 안토니누스 역병으로 알려진 현상에 대한 첫 징후들이 165년에 그의 군대에서 모습을 보였다. 카시우스는 군사 활동 중에 가져온 전리품을 챙겨 시리아로 복귀하였다. 그는 로마로 군사 활동 관련 자세한 내용들을 보냈는데, 이에 대하여 그는 원로원 의원으로 지위로 향상되는 보상을 받았다. 그의 군사적 성공은 루키우스 베루스 황제의 덕이었는데, 베루스 그 자체도 뛰어난 지휘관이긴 하였지만, 그는 한층 유능한 장군들에게 군사적 임무를 맡기는 것을 분명하게 주저하지 않았다.
166년 5월에, 카시우스는 로마 밖에 있는 동안에 보좌 집정관으로 임명되었다. 이 해에, 루키우스 베루스와 카시우스는 파르티아를 상대로 새로운 군사 활동에 돌입하여, 티그리스강을 북쪽 지역을 건너 메디아를 공격하였다. 이 동안에, 카시우스가 갈리카 제3군단을 이끌고 인더스강을 건넜다는 거짓 소식이 로마에 전해졌다. 서기 166년 말에, 카시우스는 시리아의 황제 직속 군단장이 됐다.
170년경에, 카시우스에게 흔히 부콜로이 전쟁이라 불린, 이집트 지역의 대규모 반란을 진압하기 위해 '렉토르 오리엔티스'(오리엔트의 최고 지휘관)라는 이례적인 지위가 주어졌고, 로마 제국 동방 전 지역에 대한 '임페리움' 역시도 부여됐다. 이 반란은 중이집트의 펜타폴리스 지역에 집중되었고, 이 지역 내 급속하게 오른 곡물 가격 때문에 일어난 것이었다. 부콜로이(Boukoloi, 목동)들은 알렉산드리아를 점령하려 접근했으나 카시우스의 군대에 막히고 말았다. 카시우스는 봉기를 일으킨 이들을 각개 격파하는 전략을 사용하고 나서 175년에 반란을 진압하는 데 성공했다.

## 찬탈
175년에, 마르쿠스 아우렐리우스가 심각한 지병으로 사망했다는 잘못된 소식을 들은 카시우스는 자신이 마르코만니 전쟁 중에 군대를 지휘했던 곳인 판노니아 지역 아우렐리우스 군대가 자신을 황제로 택했다고 주장하며 스스로 황제임을 선포하였다. 일부 자료들에서는 아우렐리우스의 아내인 소 파우스티나가 그를 속이거나 설득했다고도 전하는데, 그녀는 제위 찬탈자가 스스로 황제 자리에 오르게 하게끔 하는 상황인 아들인 콤모두스가 아직 어릴 때 아우렐리우스가 사망하는 것을 우려했기 때문이라는 것이다. 이러한 기술 내용들에 따르면, 파우스티나는 따라서 다음 황제가 자신이 택한 누군가임을 확실하게 하기 위해 카시우스가 반란을 일으키게 끔 속이거나 설득한 것이라고 한다. 그의 반란에 대한 정확한 시기는 알려져 있지 않으며, 그럼에도 그가 최소한 5월 3일쯤에는 반란을 일으켰다 알려져 있는데 그의 황제에 대한 기록이 이때이기 때문이다. 옥시링쿠스 파피루스에서 나온 한 내용에서는 카시우스가 이르면 4월 혹은 3월에는 이집트의 지지를 믿어 의심치 않았다는 점을 보여주었다.
아우렐리우스는 반란의 소식을 단속하려 했으나, 그의 주둔지에 광범히 퍼지게 되자, 연설 중에 이를 발표하기로 택한다. 연설의 정확한 발언은 알려져 있지 않으며, 카시우스 디오가 저한 기록은 마음대로 적은 것으로 여겨지는데, 이 기록은 아우렐리우스의 실제 연설의 개요만 따르고 있다. 이 기록에서, 아우렐리우스는 절친한 친우의 배신에 대해 통탄하고, 위험 요소가 자신에게만 있다면, 자신은 기꺼이 원로원과 군대를 앞에 두고 자신과 카시우스 사이의 문제를 앞에 두고 평가하게 할 것이며, 원로원과 군대가 카시우스를 더 나은 지도자로 고려한다면 제국을 기꺼이 카시우스에게 넘길 것이라고 하였다. 그는 또한 카시우스가 죽거나 자살하지 않기를 바라며, 즉 그는 관용을 배풀것이라 말했다고 기록됐다. 역사가들에게 높게 평가받은 동시에 거짓 내용으로 악명높은 '히스토리아 아우구스타'는 아우렐리우스가 조언가들 사이에서 분쟁을 키우지 않으려는 협의체를 만들었다고 전해진다.
카시우스는 좋은 위치에서 반란을 시작했다. 그는 먼 왕가 후손이라는 점 그리고 파르티아 전쟁과 부콜로이 전쟁에서 승전을 거둔 요소들 때문에 동방 속주들, 거기서도 특히 그의 고향 시리아에서 광범위한 지지를 받았다. 그는 이집트, 시리아, 시리아 팔라이스티나, 아라비아 페트라이아 등의 속주들에서 지지를 받았으며, 시리아에서 3개, 시리아 팔라이스티나에서 2개, 아라비아에서 하나, 이집트에서 하나 등 이들 속주들은 그에게 군단 일곱 개라는 잠재적 힘을 내주었다. 카시우스는 이집트에 작전 거점을 두었고, 이집트 외부에는 중요 군사 중심지이기도 한 안티오키아와 키로스 등에 주요 거점 두 곳을 두었다. 동시대 이집트의 프라이펙투스인 가이우스 칼비시우스 스타티아누스는 이집트 속주민들은 카시우스의 즉위 당시 이에 대하여 환호하라는 칙령을 반포하였으며, 이 칙령은 부분적 상태로 현재까지 남아 있다.
로마의 동방 지역 중 가장 중요한 곳들 일부, 그 중에서도 특히 로마시의 핵심적인 곡물 공급을 하던 이집트를 지배하고 있음에도, 카시우스는 반란에 대한 광범위한 지지를 얻어 내는데 실패하였다. 로마 원로원은 신속히 카시우스를 민중의 적으로 선포하였고, 반란을 분명히 반대하던 카파도키아 속주의 총독 푸블리우스 마르티우스 베루스는 아우렐리우스에 대한 공공연한 지지 의사를 냈다. 딸 아비디아 알렉산드라의 티투스 클라우디우스 드리안티아누스 안토니우스와의 혼인을 통해 카시우스는 집정관을 지냈던 클라우디우스 드리안티아누스의 아버지인, 티베리우스 클라우디우스 아그리피누스를 포함해 리키아의 리키니우스 일족과 연줄이 있었다. 리키니우스 일족들은 리키아에서 가장 유명한 가문 중 하나였다. 클라우디우스 드라이안티아누스가 얼마나 많은 역할을 했는지는 알 수 없지만, 몇몇 사람들은 그를 이 사건에서 카시우스의 협력자로 여겼다. 클라우디우스 드리안티아누스와 아비디아 알렉산드라는 마르쿠스 아우렐리우스에게 사면을 받았으나, 클라우디우스 드리안티아누스의 재산은 그가 죽은 뒤에 몰수됐다.
제국 전역의 많은 귀족들은 이 반란에 반대했으며, 특히나 대표적인 이로는 헤로데스 아티쿠스로, 그는 카시우스에게 "미쳤구나"를 뜻하는 고대 그리스어 'emanes' 단 한 단어가 적힌 서신을 보낸 것으로 기록되어 있다. 이러한 광범위한 반대에도 불구하고, 수도인 로마는 혼란 상태에 빠지고 말았는데, 이 사태는 아우렐리우스가 도시를 안정시키기 위해 판노니아 인페리오르 총독인 가이우스 베티우스 사비니아누스 율리우스 호스페스와 병력을 보내게 하였다. 아우렐리우스는 야지게스족과의 군사 활동에서 철수하고 마르코만니 전쟁을 끝낼 수밖에 없었다. 일부 야만 부족들은 아우렐리우스에게 도움을 주겠다는 제안을 보냈으나 이 제안들은 모두 거절됐다. 아우렐리우스는 군대를 모았고 동방으로 보내 카시우스를 제압할 준비를 했다. 아우렐리우스가 카시우스보다 가용할 수 있는 군단이 훨씬 많으면서 우세에 있다는 것이 곧 분명해졌다. 아우렐리우스의 침공 계획에 소식이 이집트에 닿자, 한 백부장이 카시우스를 살해하고, 그의 머리를 아우렐리우스에게 보냈으나, 그는 이를 보기를 거부하고 화장해주라고 명령하였다. 이집트가 175년 7월 28일에 아우렐리우스를 다시 인정하기로 택함에 따라 그는 최소한 175년 7월 말에 살해당한 것으로 보인다. 카시우스는 살해당하기 앞서 세 달하고도 6일간 반란을 일으켰고, 이 기간에 그의 모습을 담은 어떠한 주화도 발행되지는 않았다.

### 여파
카시우스가 죽은 뒤, 푸블리우스 마르티우스 베루스는 신속히 시리아의 통제권을 장악하고, 카시우스의 모든 서신들을 불태워버렸다. 카시우스의 사망 소식이 마르쿠스 아우렐리우스에 전해진 뒤에도, 아우렐리우스는 동방을 방문하기로 여전히 마음을 먹었다. 그는 조언자들과 함께 같이 떠났는데, 아내인 파우스티나와 동행했고, 그녀는 동행 중에 하랄라라고 하는, 티아나에서 남쪽 20km 거리에 있는 카파도키아 남부의 한 마을에서 사망하고 말았다. 이 마을은 그녀와 아들 콤모두스를 기리며 이름이 개칭되었다. 파우스티나가 죽은 뒤, 아우렐리우스는 원로원에 서신을 보내어, 카시우스의 지지자들에 대한 보고서를 요청했으며, 특히나 아우렐리우스의 이름으로 이미 여러 번의 보복이 이루어졌기에 그가 이들에 대하여 유혈 사태가 있는 처벌을 바라지 않는다고 하였다. 이렇게 살해당한 자들 중에는 카시우스의 아들 아비디우스 마이키아누스가 있었다. 아우렐리우스는 카시우스의 또 다른 아들 아비디우스 헬리오도루스에 대해 추방령을 내렸다. 카시우스의 딸 아비디아 알렉산드라와 그녀의 남편은 리키아 출신의 원로원 의원 클라우디우스 티티아누스로 여겨지는 '처삼촌'의 보호 아래에 놓여졌다.

## 개인사
디오는 카시우스에 대해서 '좋은 사람'이라 말하며 그를 높게 평가하였으며, 그의 유일한 결점은 유일한 언변 기술 때문에 '프라이펙투스 아우구스탈리스'라는 직위를 부여받은 그의 아버지일 뿐이라고 하였다. 그는 갈리카 제3군단의 지휘관 기간에 엄격한 규율주의자라는 평가가 있었다.
카시우스는 루키우스 볼루시우스 마이키아누스의 딸 볼루시아 베티아 마이키아나와 혼인했으며, 최소한 자녀 셋을 두었다 ('히스토리아 아우구스타'는 자녀가 더 있을 수도 있다 암시한다):
- 아비디우스 헬리오도루스 – 카시우스의 장남으로, 아우렐리우스의 명으로 추방형을 받았다.[36]
- 아비디우스 마이키아누스 – 카시우스의 차남으로, 반란이 진압된 뒤 살해당했다.[36]
- 아비디아 알렉산드라 – 카시우스의 딸로, 남편과 함께 삼촌의 보호 하에 살아야만 했다.[36]

### 주해
1. ↑  Butcher 2004, 441쪽.
2. 1 2 3  Birley 2001, 130쪽.
3. ↑  Kean & Frey 2005, 95쪽.
4. 1 2 3 4 5 6 7 8  Bowman, Garnsey & Rathbone 2000, 177쪽.
5. 1 2 3  Astarita 1983, 27쪽.
6. 1 2 3  Potter 2009, 15쪽.
7. ↑  Astarita 1983, 18쪽.
8. ↑  Astarita 1983, 31쪽.
9. ↑  Astarita 1983, 34쪽.
10. ↑  Astarita 1983, 32쪽.
11. ↑  Astarita 1983, 38쪽.
12. 1 2  Birley 2001, 140쪽.
13. ↑  Boatwright, Gargola & Talbert 2006, 249쪽.
14. ↑  Birley 2001, 141쪽.
15. ↑  Birley 2001, 142쪽.
16. ↑  Birley 2001, 144쪽.
17. ↑  Birley 2001, 145쪽.
18. ↑  Adams 2013, 147쪽.
19. ↑  Smith 1870, 626쪽.
20. ↑  Birley 2001, 174쪽.
21. 1 2  Potter 2009, 139쪽.
22. 1 2  Smith 1870, 441쪽.
23. ↑  Birley 2001, 185쪽.
24. 1 2 3 4 5  Birley 2001, 186쪽.
25. ↑  Butcher 2004, 218쪽.
26. ↑  Jameson 1966, 125–126쪽.
27. ↑  Jameson 1966, 125쪽.
28. ↑  Jameson 1966, 126쪽.
29. ↑  Birley 2001, 187쪽.
30. 1 2 3 4  Bowman, Garnsey & Rathbone 2000, 178쪽.
31. ↑  Birley 2001, 188쪽.
32. ↑  Birley 2001, 189쪽.
33. ↑  Butcher 2004, 40쪽.
34. 1 2  Bowman, Garnsey & Rathbone 2000, 179쪽.
35. ↑  Astarita 1983, 26쪽.
36. 1 2 3  Birley 2001, 191쪽.

### 참고 문헌
- Adams, Geoff W. (2013). 《Marcus Aurelius in the Historia Augusta and beyond》. Lexington Books. ISBN 9780739176382.
- Astarita, Maria Laura (1983). 《Avidio Cassio》 (이탈리아어). Ed. di Storia e Letteratura. ASIN B0000ECRQV.
- Birley, Anthony (2001). 《Marcus Aurelius: A Biography》. Roman Imperial Biographies. Taylor & Francis e-Library. ISBN 978-0-415-17125-0.
- Boatwright, Mary T.; Gargola, Daniel J.; Talbert, Richard J.A. (2006). 《A Brief History of the Romans》. Oxford University Press. ISBN 9780195187144.
- Bowman, Alan K.; Garnsey, Peter; Rathbone, Dominic (2000). 《The Cambridge Ancient History, Volume 11》. Cambridge University Press. ISBN 9780521263351.
- Butcher, Kevin (2004). 《Coinage in Roman Syria: Northern Syria, 64 BC–AD 253》. Royal Numismatic Society. ISBN 9780901405586.
- Jameson, Shelagh (1966). “Two Lycian Families”. 《Anatolian Studies》 16. JSTOR 3642481.
- Kean, Roger Michael; Frey, Oliver (2005). 《The Complete Chronicle of the Emperors of Rome》. Thalamus. ISBN 9781902886053.
- Potter, David (2009). 《A Companion to the Roman Empire》. Wiley-Blackwell. ISBN 9781405199186.
- Smith, William, 편집. (1870). 《Dictionary of Greek and Roman Biography and Mythology Vol I》. OCLC 2455785.

## 추가 서적 자료
- Millar, Fergus (1995). 《The Roman Near East, 31 B.C.–A.D. 337》. Harvard University Press. ISBN 978-0-674-77886-3.